# Koulunsaari (ö i Norra Österbotten)
Koulunsaari är en ö i Finland.   Den ligger i den ekonomiska regionen  Oulunkaari  och landskapet Norra Österbotten, i den centrala delen av landet, 500 km norr om huvudstaden Helsingfors.